# Гушење
Гушење, асфиксија,  глад за кисеоником (од грч. речи ἀ — „без“ и σφύξη — „пулса“, буквално — „одсуство пулса“), (лат. asphyxia), према медицинској дефиницији, стање је поремећене размене гасова пре, за време, непосредно после рођења, или у каснијем животу након повреда и других поремећаја.Карактерише се прогресивним смањењем парцијалног притиска кисеоника, порастом парцијалног притиска угљен-диоксида и падом pH вредности у крви. Врста асфиксије је гушење при гутању, што захтева хитну прву помоћ (прочитајте у наставку).
Отприлике једна четвртина  смртних случајева изазвана гушењем догоди се пре прве године, што ово стање чини једним од водећих узрока смрти за бебе млађе од једне године.
Утврђивање узрока смрти након гушења често је изазов за медицинског истражитеља или мртвозорника. Како можда неће бити видљивих рана на телу  можда ће бити потребно да мртвозорник уради  додатне тестове.

## Синоними или остале дефиниције
Гушење или асфиксија
Као појам, асфиксија је изведен из грчких речи ἀ-σφύξη које у буквалном преводу значи „заустављање пулса или без пулса“. Овај термин се односи на мулти-етиолошки скуп фактора у којима постоји неадекватна испорука, унос и/или коришћење кисеоника у ткивима/ћелијама организма, најчешће праћена задржавањем угљен-диоксида.
Иако се недостатак кисеоника може јавити у многим болестима због неадекватне апсорпције и/или испоруку кисеоника (нпр, хронична опструктивна болест плућа), појам асфиксија користи се да означи она стања која су повезани са; поремећајима концентрације гасова у атмосфери и механичким и хемијским учинцима који директно доводе до овог поремећаја.
Удушење
Недостатка кисеоника и појава вишка угљен-диоксида у крви и ткивима, након компресије дисајних путева изазваним дављењем (нпр вешањем), затварањем лумена дисајних путева едемом слузокоже или аспирацијом страног садржаја или предмета, драстичан пад притисак у вештачкој атмосфери (у барокоморама, кесонима, подморницама или респираторном систему за вештачко дисање нпр код ронилаца) итд.
Глад за кисеоником
Недостатак кисеоника који се развија као резултат физичких утицаја, ометања дисање, са пратећим акутним поремећајима централног нервног система и циркулације крви ... или престанак спољашњег дисања изазван механичким узроцима, што има за последицу отежани или потпуни престанак дотока кисеоника у организам и акумулације угљен-диоксида у њему.

## Епидемиологија
Према подацима Центра за контролу и превенцију болести (CDC) о многобројним узроцима смрти у САД, у периоду од 1999. до 2004. године, код око 20.000 случајева неакцидентална смрт узрокована је различитим врстама механичких гушење, као што су утапање, вешање, дављење и гушење.
Животна доб
Узроци смрти, као последица гушења или асфиксије, различито су заступљени међу старосним групама:
- Утопљења су најчешћи узрок смрти изазвана гушењем у старосној групи од 1 до 4 године.
- Странгулацијом или стезањем изазвана вешања, дављења и угушења најчешћа су у старосној групи од 35 до 44 година.
- Аспирациона асфиксија најчешћа је код новорођенчади и мале деце. Њена учесталост је 6/1000 живорођених новорођенчади.

Самоубиства
Самоубиства изазвана вешањем релативно су ретка и чини мање од 5% случајева убистава широм САД. Она се по рангу налазе иза повреда нанетих ватреним оружјем, оштрицом механичког оруђа или сечива, и повреда нанетих тупим предметом.
У Србији најчешћи начин извршења самоубиства је вешањем или гушењем и скоком са висине. У остале начине спада утопљење, тровање лековима или другим отровним средствима (на селу су то пестициди или киселине и базе), директан контакт са изворима електричне енергије и јако ретко самоспаљивањем. При том, мушкарци у Србији најчешће извршавају самоубиство вешањем, дављењем и гушењем, а на другом месту је ватрено оружје.

## Патофизиологија[10]
Дисање или респирација су сложени физиолошки процеси који се одвијају у неколико фаза. Нормални редослед је следећи:
- Из животне средина кисеоник доспева у плућа процесом размнене гасова (вентилација).
- Кисеоник у плућним алвеолама из ваздуха дифундује у крв (процес размене гасова у плућима).
- Крв, која циркулише кроз крвни система доноси кисеоник до ткива (процес транспорта гасова).
- Ћелије преузимају кисеоник из крви и користе га за производњу енергије.

Ћелијским дисањем ствара се угљен-диоксид, који потом путује, повратно од кретања кисеоника, и елиминише се из тела преко плућа процесом (издисање).
Нормално дисање подразумева проходне дисајних путеве, и очувану функцију грудног коша да стезањем међуребарних мишића и функцијом дијафрагме настаје промена запремине плућа, која у виду „меха“ усисавају и издувавају ваздух. Поремећаји који на било који начин ремете горенаведене механизме могу резултовати асфиксијом.
Недовољна количине кисеоника у атмосфери или пад парцијалног притиска кисеоника у удахнутом ваздуху, има за последицу смањење оксигенације хемоглобина у плућним капиларима.Код овог поремећаја у свим етапама транспорта кисеоника у организму његове вредности су смањене, тј значајно су ниже од физиолошких, наведених у доњој табели, и код асфиксије могу настати због загађења атмосфере издувним гасовима, парама, димом и другим испарењима, у току боравка на високим планинама или у атмосфери, у току инцидената у рудницима и подземним јамама, у ваздухопловству, космичким летовима, подводним активностима, али и због повреда и других механичких запушења уста и носа или стезања дисајних путева.
Концентрација гасова у ваздуху и крви
| Гас           | Ваздух атмосфера — алвеоле (парцијални притисак у кРа) | Крв артерије — вене (парцијални притисак у кРа) |
| ------------- | ------------------------------------------------------ | ----------------------------------------------- |
| Кисеоник      | 20,6 — 13,5 (158) — (158)                              | 12.5 — 5,3 (95) — (40)                          |
| Угљен-диоксид | 0.04 — 5,3 (0,3) — (40)                                | 5,3 — 6,1 (40) — (46)                           |
| Азот          | 79,6 — 76,2 (597) — (572)                              | 76,2 — 76,2 (572) — (572)                       |
| Водена пара   | 0,7 — 6,3 (5) — (47)                                   | 6,3 — 6,3 (47) — (47)                           |

Поремећај дисајног центра
Мозак је орган најосетљивији на недостатак кисеоника (хипоксију) и обично обухвата процес застоја респирације са брадикардијом/асистолијом због хипоксијом индуковане дисфункције на нивоу дисајног (респираторног) центра у можданом стаблу. Појединци са коморбидитетом као што су срчане болести најчешће имају мању толеранцију на хипоксију, тако да и релативно мање епизода хипоксије могу погоршати постојеће стање болест и, понекад, изазвати смртоносне поремећаје срчаног ритма. Асфиксија повезана са ацидозом(респираторна и или метаболичка) може такође имати тешке штетне последице на дисање.
Улога ткивне хипоксије
Ткивна хипоксије може настати из неколико основних разлога.
- Прво, због недовољног садржаја кисеоника унутар артеријске крви, иако је крвни проток нормалан. Ово се обично дешава када се удише ваздух са смањеним притиском кисеоника у атмосфери.
- Друго, ако је проток кисеоника у крви нормалан; међутим, крв не ослобађа кисеоник адекватно, или ћелије га адекватно не користе. Хемијска асфиксија као што је тровање угљен-моноксидом и цијанидима настаје на овај начин.
- Треће, количина кисеоника је нормално, али постоји ограничење протока крви кроз органе/ткива, што има за последицу, недостатак допремања кисеоника и елиминацију угљен-диоксида.

Улога ограниченог протока крви
Ограничен проток крви до мозга је најважнија карактеристика асфиксије услед вешања или дављења. Постоји значајна разлика у вредностима сила потребних да затворе дисајне путева и ограничен проток кроз каротидне крвне судове врата. Компресија крвних судова врата је довољна да изазове несвестицу и смрт, тако, да могу настати и без значајне компресије или сужења дисајних путева.
Вредност притиска који на неким анатомским структурама могу да изазову губитак свести и смрт
| Анатомска структура  | Интензитет притиска |
| -------------------- | ------------------- |
| Југуларна вена       | 4,4 lb              |
| Каротидна артерија   | 5,5—22 lb           |
| Трахеја              | 33 lb               |
| Вертебралне артерије | 18—66 lb            |

## Етиологија
Основна подела гушења или асфиксије је:
- Прва подела асфиксије је према узроку настанка, на ненасилну и насилну асфиксију.
- Друга подела асфиксију дели на механичку или хемијску.

### Ненасилна асфиксија
У узроке ненасилног гушења или асфиксије спадају бронхијална астма, хронична опструктивна болест плућа, алергијски едем ждрела и гркњана и друге акутне болести.

#### Постурална (позицијска) асфиксија
Постурална или позициона асфиксија је узрокована положајем тела или дела тела који доводи до ограничавања дисајних путева, васкуларног компромиса или замора при дисању (нпр. наопачке суспензије током дужег периода). Често код таквих особа постоји одређени степен физичког и/или менталног оштећења било због трауме или због интоксикације.  

#### Рефлексна асфиксија
Узрок ове асфиксије је спазам глотис као последица;
- Деловања иритантих средстава (нпр, након удисања бутана, амонијака итд)
- Наглих промена у температури ваздуха (нпр, изласком људи из топле просторије у хладну - јавља се немогућност физиолошког удах).

#### Компресивна асфиксија
Овај облик асфиксије настаје као последица компресија на предео врата, грудног коша и трбуха масивним предметима у домаћинству и индустрији, моторним возилима (у саобраћајним удесима), срушеним објкатима (након земљотреса, цунамија или ратних дејства), гажењем (стампедом, масе људи или животиња) итд.

#### Аспирациона асфиксија
Аспирациону асфиксију може бити последица удисање течности или страних тела, у току болести или повреде, и не тако често завршава смртним исходом, ако се пацијенту благовремено не укаже прва помоћ.
Код одраслих особа најчешће настаје након удисања болуса хране или другог страног материјала (нпр повраћаног садржај стомака), крви или крвног угрушка након трауме главе и врата, а код деце након удисаја делова играчака, зрневља и других предмета.
Овај облик асфиксије чест је код новорођенчади у првим минутима живота, због аспирације плодове воде током порођаја или због непотпуног удаха детета, по изласку у спољашњу средину.
Посебна врста аспирационе асфиксије, која је дефинисана на Светском конгресу медицине 2002. године је дављење у течностима, које доводи до оштећење респираторног тракта.

#### Гушење животном средином
Када је атмосферски кисеоник недовољне концентрације у удахнутом ваздуху било због искључења, исцрпљивања или измештања, може доћи до гушења животне средине.  

### Насилна асфиксија
Према етиолошким механизмима настанка насилна асфикција може бити:

#### Трауматска асфиксија
Трауматска асфиксија је вероватно много чешћа него што показује хируршка литература и увек је треба имати у виду као могућу компликацију повреда грудног коша и трбуха. Она настаје услед тешке повреде пригњечења која узрокује изненадну компресију грудног коша.

#### Хемијска асфиксија
Хемијска асфиксија укључује реакцију између хемикалије и ткива/ћелије која доводи до ометања узимања, ослобађања и/или коришћења кисеоника. Примери хемијских средстава за гушење укључују угљен моноксид, цијанид и водоник сулфид.

#### Опструктивна асфиксија
Опструктивна асфиксије настаје као последица затварања или опструкције дисајних путева. У овај облик спадају утапања у води или другим течностима, удисања страних тела, која могу довести до затварање протока ваздуха кроз отворе за дисање.  Овај облик гушења укључује и блокаду унутрашњих дисајних путева (задњег ждрела, ларинкса, трахеје и/или бронхија) страним предметом (нпр. балоном играчка заглављен у дисајне путеве детета, болусом хране заглављене у епиглотис).  
Странгулациона асфиксија
Странгулациона асфиксија или задављење, настаје као последица компресије крвних судова и дисајних путева врата и најчешће је изазвана дављењем - вешањем омчом или дављењем рукама.
Примена силе на предео врата која није резултат дејства тежине тела жртве дефинише са као дављење. Дављење може бити:
- Дављење рукама. У овом насилном акту давитељ користе руке за стезање врата жртве. Оно је у литератури познато и као „задављење“.
- Лигатура врата Овај насилни акт изводи се применом предмета као што су кабл, жица, крпа, и слично, за стезање врата, или јармом (коришћењем подлактице) за притисак на врат.

Асфиксија услед гушења
Овај облик асфиксија може настати након стављања на главу, пластичне вреће, јастука и слично, или у току сексуалног чина ненамерним и неконтролисаним притиском тела на врат, предео лица или грудни кош.
Аутоеротска асфиксија
Аутоеротска асфиксија облик је гушења и ненамерно изазване смрти сопственим активностима или уз помоћ апарат или техника које се користи за побољшање сексуалне стимулације. Према истраживањима скоро све особе су мушког пола.
Ропство (енгл. Cross-dressing), један је од уобичајених и најчешћих начини којим се може изазвати аутоеротска асфиксија (види слику).

### Асфиксија новорођенчади
Асфиксија новорођенчади може настати: пренатално у 51%, перипартално у 40% и постнатално у 9% случајева.

#### Пренатална
Овај облик асфиксије може узроковати:
- мајка (хипертензија изазвана трудноћом дијабет, анемија, респираторна и срчана инсуфицијенција),
- постељица (аномалије, превремено одлубљење, инфаркти),
- плод (конгениталне и хромозомске аномалије, странгулација пупчаника, хемолизне болест, АВ блок, срчана инсуфицијенција, застој интраутериног раста);

#### Перипартална
У току порођаја асфиксију може изазвати
- примена форцепса и вакуум екстрактора,
- унутрашњи окрет,
- дистоција, затегнут пупчаник, чвор и пролапс пупчаника,
- аспирација садржаја порођајних путева,
- хипотензија,
- седативи и аналгетици примењени у порођају;

#### Постнатална
Након порођаја асфиксију може изазвати:
Апнеја изазвана централним застојем дисања
- физиолошка само код превремено рођеног детета (спавање, узимање хране, повишена температура околине, дефекација),
- синдрома диспнеје новорођенчета (респираторни дистрес синдром или РДС, тј болест хијалиних мембрана, односно хипосурфактоза плућа, конген-тална пнеумонија, синдром аспирације меконијума),
- метаболички поремећаји (хипогликемија, хипокалцијемије),
- кардиоваскуларни поремећаји (хипотензија нпр шок, полицитемија),
- конвулзија,
- апстиненцијални синдром (због лекова датих мајци);

Апнеја изазвана респираторном инсуфицијенцијом
- Обољенима респираторног система (респираторни дистрес: плућна хеморагија, пролазна тахипнеја новорођенчета, РДС), атрезијом ХОАН, туморима фа-Ринкс, интраторакалном струма, опструкцијом ларинкса, компресијом трахеје, хипоплазијом плућа и др.)
- Ванплућним обољењима (дијафрагмална хернија, траума централног нервног система и кичменог стуба, парализа френичког живца, анемија, шок, урођене срчане мане и др.).

## Клиничка слика
Знаци и симптоми гушења укључују:
- диспнеју, кратак дах.

- брзо или дубоко дисање (хипервентилација).

- губитак свести.

- кашљање.

- глас који је храпав или оштар.

- немогућност говора

- црвена, љубичаста, плава или сива боје лица или усана.

- проблеми са гутањем или немогућност гутања.

- губитак памћења.

- неконтролисана елиминација фекалија или неконтролисано мокрење.

- вртоглавица.

- главобоља.

Код брзог пораста интракранијалног притиска изазваног трауматском асфиксијом  клиничке манифестације укључују:
- коњуктивално  крварење,

- едем лица

- цијанозу,

- екхимотична или петехијална крварења грудног коша и лица,
- хемоптизу,

- епистаксису,

- хемотимпанум

- егзофталмус.

- губитка вида због крварења.

Повезани неуролошки симптоми укључују:
- измењен ментални статус,

- повреде брахијалног плексуса,

- квадриплегију (без доказа о повреди кичмене мождине)

- кому.

Док клиничке манифестације трауматске асфиксије могу бити прилично драматичне, морбидитет и морталитет су генерално последица повезаних повреда. За оне особе које преживе почетну трауматску повреду, драматичне клиничке манифестације се обично решавају без неуролошких последица.

## Дијагноза
Гушење захтева брзу дијагнозу и хитну медицинска помоћ. Хетероанамнеза је обавезна како би се од очевидаца сазнало када је и како дошло до гушења. 
Ако пацијенти не могу да говоре, обратити пажњу на следеће знакове упозорења и симптоме:
- хватају се за грло, што је универзални симптом гушења.

- кашаљ је плитак.

- јавља се визинг

- недостатак вербалне способности.

- сан

Код беба знаци као што су проблеми са дисањем, слаб плач или плитак кашаљ и промене у њиховом понашању, могу указивати на гушење.

## Терапија
Терапија се примарно заснива на уклањању  узрок који је довео до асфиксије као што су нпр. компресије дисајних путева изазваним дављењем (нпр вешањем), затварањем лумена дисајних путева едемом слузокоже или аспирацијом страног садржаја или предмета, драстичан пад притисак у вештачкој атмосфери (у барокоморама, кесонима, подморницама или респираторном систему за вештачко дисање нпр код ронилаца) итд.

### Медикаментна терапија
У зависности од основне болести примењује се одговарајућа медикаментозна терапија.

### Кардиопулмонална реанимација
Уколико настане респираторни арест (престанак дисања) спроводи се кардиопулмонална реанимација.
У случају дисфункције плућа и недостатка рада срца, изазваног асфиксијом код пацијента се спроводи реанимација истовременом применом два маневра: 
- Вештачког дисања,  које  се спроводи уста на уста или уста на нос (као сто је горе описано).[44]
- Масаже срца, која се спроводи тако што се длан једне руке постави на доњој трећини грудног коша те се друга рука стави преко ње. Врши се притисак од отприлике 3-4 cm у дубину при чему често долази до лома прсног моста. У овом случају долази до мањег отпора те се јачина притиска смањује.[45]

Реанимација се започиње вештачким дисањем а наставља се удружено са масажом срца у односу 2:15. Брзина реанимације је одређена просечном брзином дисања и брзином рада срца код пацијената у стабилном стању. Тиме се при реанимацији настоји постићи фреквенција дисања од око 16 и фреквенција срца између 60-80 откуцаја. 
Код мале деце фреквенција се повишава на 20-22 дисања те до 200 откуцаја срца. Због мањег грудног коша код дојенчади и мале деце, за масажу срца се не користе руке него само два прста. Притисак се врши отприлике 1—2 cm у дубину.

### Терапија  гушења изазваног страним телом
Уколико је асфиксија настала страним телом,  дисајни  путеви су потпуно непролазан, и такво стање захтева да се у најкраћем могућем року успостави пролазност дисајног пута. Тада је најбоље применити Хајмлихов  маневар који се спроводи код особа с наглим и потпуним зачепљењем дисајног пута (када особа не може дисати, не може говорити, не може кашљати). Особа која кашље или говори нема зачепљен дисајни пут..